# Botswana na Letnich Igrzyskach Olimpijskich Młodzieży 2010
Botswanę na Letnich Igrzyskach Olimpijskich Młodzieży 2010 w Singapurze reprezentowało 5 sportowców w 3 dyscyplinach.

## Skład kadry

### Judo
- Neo Kapeko

### Lekkoatletyka
- Mmilili Dube - skok wzwyż - 12. miejsce w finale
- Winnie George - bieg na 1000 m - 19. miejsce w finale

### Pływanie
- Adrian Todd
  - 50 m st. dowolnym - 27. miejsce w kwalifikacjach
  - 50 m st. motylkowym - 17. miejsce w kwalifikacjach
- Daniel Lee
  - 50 m st. dowolnym - 38. miejsce w kwalifikacjach
  - 50 m st. motylkowym - 18. miejsce w kwalifikacjach